# Hrvoje Smolčić
Hrvoje Smolčić (Gospić, 17 de agosto de 2000) es un futbolista croata que juega de defensa en el Eintracht Fráncfort de la 1. Bundesliga.

## Estadísticas

### Clubes
Actualizado al último partido disputado el 7 de noviembre de 2024.
| Club                           | Div.          | Temporada     | Liga  | Liga  | Copas nacionales | Copas nacionales | Copas internacionales | Copas internacionales | Total | Total |
| Club                           | Div.          | Temporada     | Part. | Goles | Part.            | Goles            | Part.                 | Goles                 | Part. | Goles |
| ------------------------------ | ------------- | ------------- | ----- | ----- | ---------------- | ---------------- | --------------------- | --------------------- | ----- | ----- |
| H. N. K. Rijeka · Croacia      | 1.ª           | 2018-19       | 6     | 0     | 0                | 0                | —                     | —                     | 6     | 0     |
| H. N. K. Rijeka · Croacia      | 1.ª           | 2019-20       | 24    | 0     | 3                | 1                | —                     | —                     | 27    | 1     |
| H. N. K. Rijeka · Croacia      | 1.ª           | 2020-21       | 16    | 0     | 1                | 0                | 7                     | 0                     | 24    | 0     |
| H. N. K. Rijeka · Croacia      | 1.ª           | 2021-22       | 22    | 1     | 3                | 0                | 3                     | 0                     | 28    | 1     |
| H. N. K. Rijeka · Croacia      | Total club    | Total club    | 68    | 1     | 7                | 1                | 10                    | 0                     | 85    | 2     |
| Eintracht Fráncfort · Alemania | 1.ª           | 2022-23       | 9     | 0     | 2                | 1                | 3                     | 0                     | 14    | 1     |
| Eintracht Fráncfort · Alemania | 1.ª           | 2024-24       | 11    | 1     | 1                | 0                | 6                     | 0                     | 18    | 1     |
| Eintracht Fráncfort · Alemania | Total club    | Total club    | 20    | 1     | 3                | 1                | 9                     | 0                     | 32    | 2     |
| LASK · Austria                 | 1.ª           | 2024-25       | 6     | 2     | 2                | 0                | 2                     | 0                     | 10    | 2     |
| LASK · Austria                 | Total club    | Total club    | 6     | 2     | 2                | 0                | 2                     | 0                     | 10    | 2     |
| Total carrera                  | Total carrera | Total carrera | 94    | 4     | 12               | 2                | 21                    | 0                     | 127   | 6     |

## Palmarés

### Títulos nacionales
| Título          | Club            | País    | Año  |
| --------------- | --------------- | ------- | ---- |
| Copa de Croacia | H. N. K. Rijeka | Croacia | 2019 |
| Copa de Croacia | H. N. K. Rijeka | Croacia | 2020 |